# Peperoncino in polvere

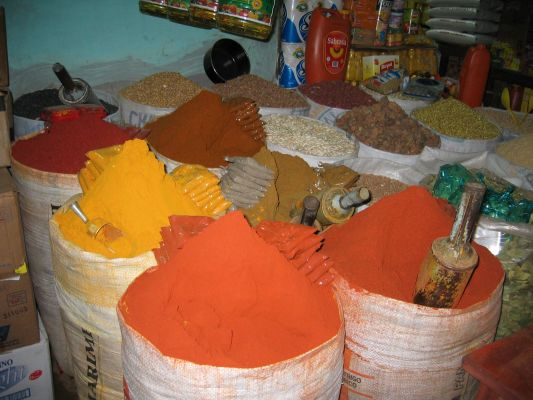
Sacchi contenenti peperoncino in polvere in una bancarella in Bolivia (2005)

Il peperoncino in polvere, anche conosciuto come polvere di peperoncino o polvere di chili, è una miscela di peperoncini essiccati e polverizzati utilizzata per rendere piccanti altri alimenti. Spesso tale ingrediente mescolato ad altre spezie tritate fra cui cumino, cipolle, aglio e, a volte, sale.

## Caratteristiche
La polvere di peperoncino può essere ricavata da molte varietà diverse di peperoncini, molte delle quali della specie capsicum annuum, fra cui il peperoncino di Aleppo, l'Ancho Poblano, il peperoncino di Caienna, il chipotle, il chile de árbol, il jalapeño, il New Mexico chile, il pasilla e il piri piri. Nella cucina coreana viene preparato il gochugaru, tipico della cucina coreana e ottenuto dal peperoncino rosso coreano essiccato al sole (taeyang-cho). Esiste anche una variante più piccante del gochugaru ricavata invece da peperoncini di Cheongyang. Oltre a quella coreana, la polvere di peperoncino viene utilizzata in molte altre cucine di tutto il mondo fra cui la Tex-Mex, quella cinese, quella indiana, quella portoghese e quella tailandese.

## Galleria d'immagini

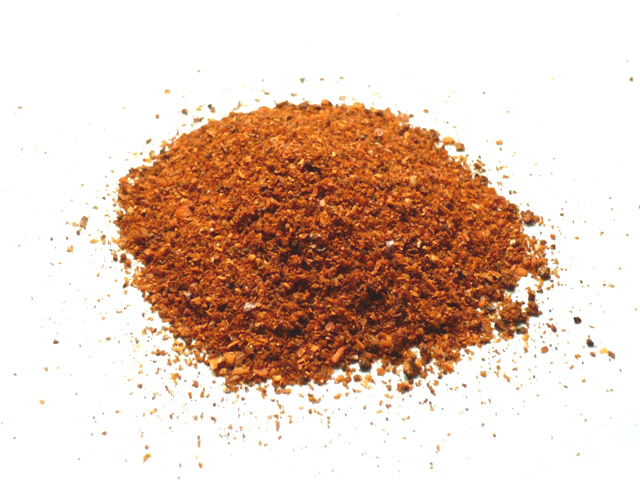
Polvere di peperoncino Aleppo
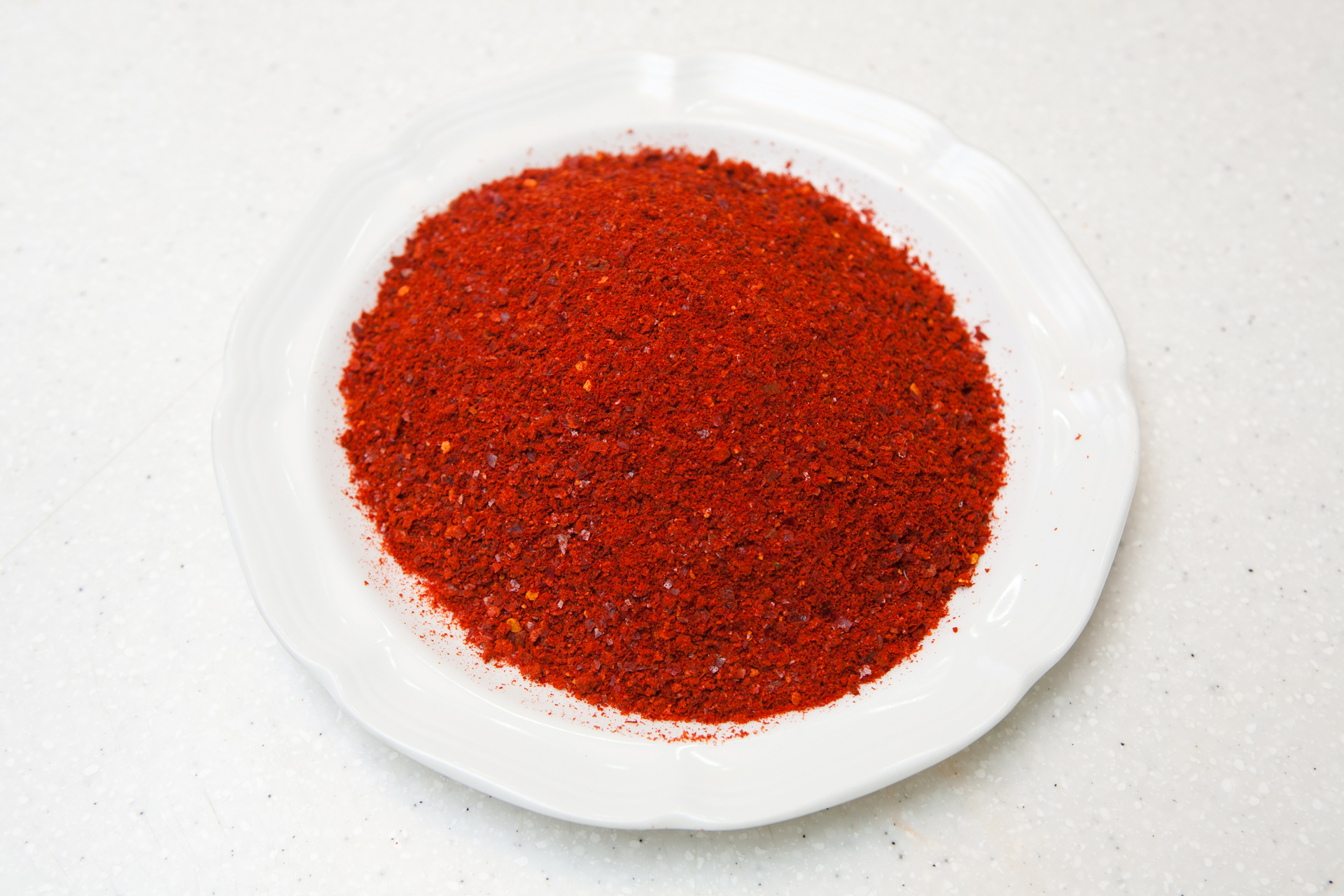
Gochugaru coreano
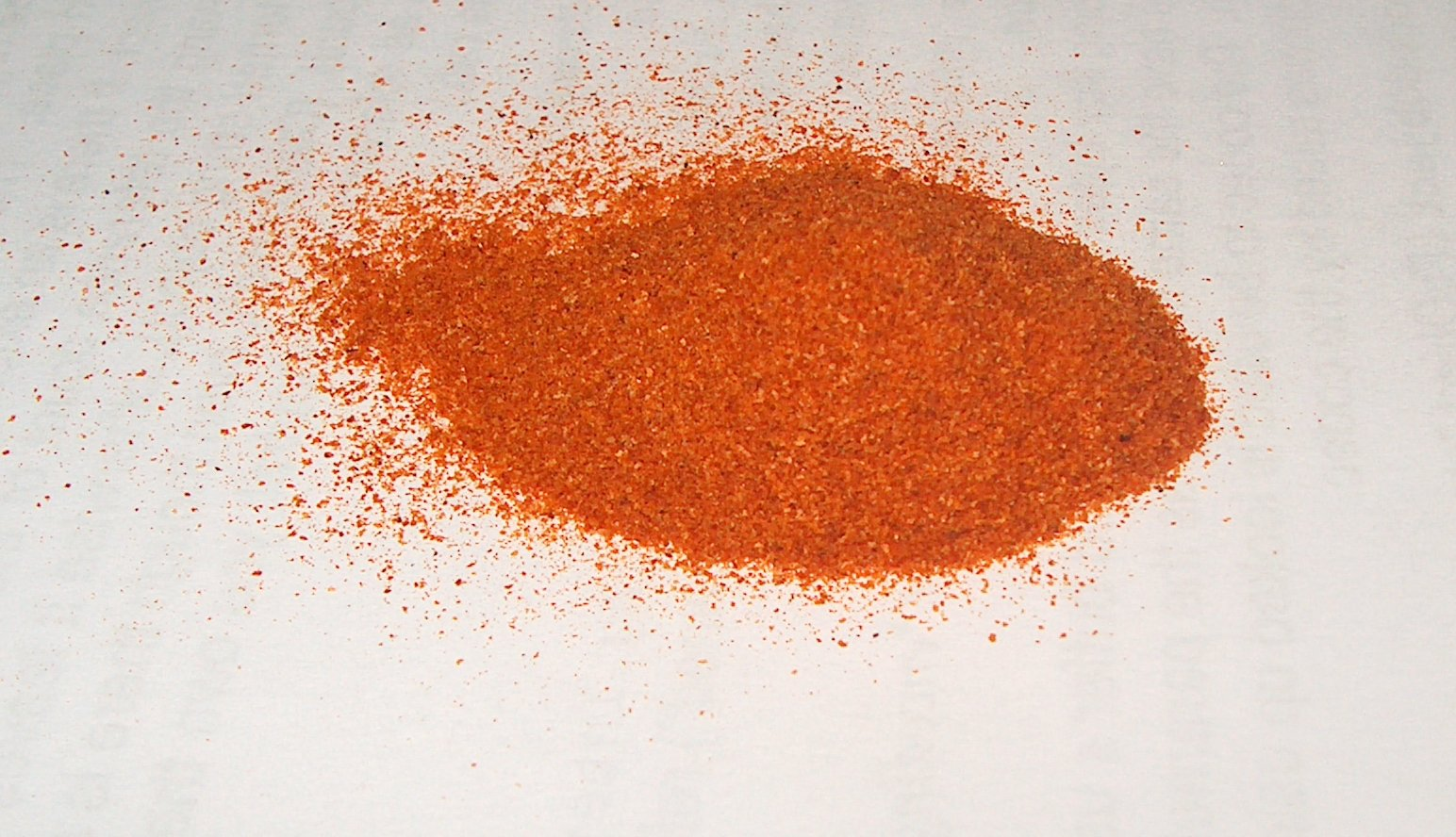
Polvere di peperoncino pili pili
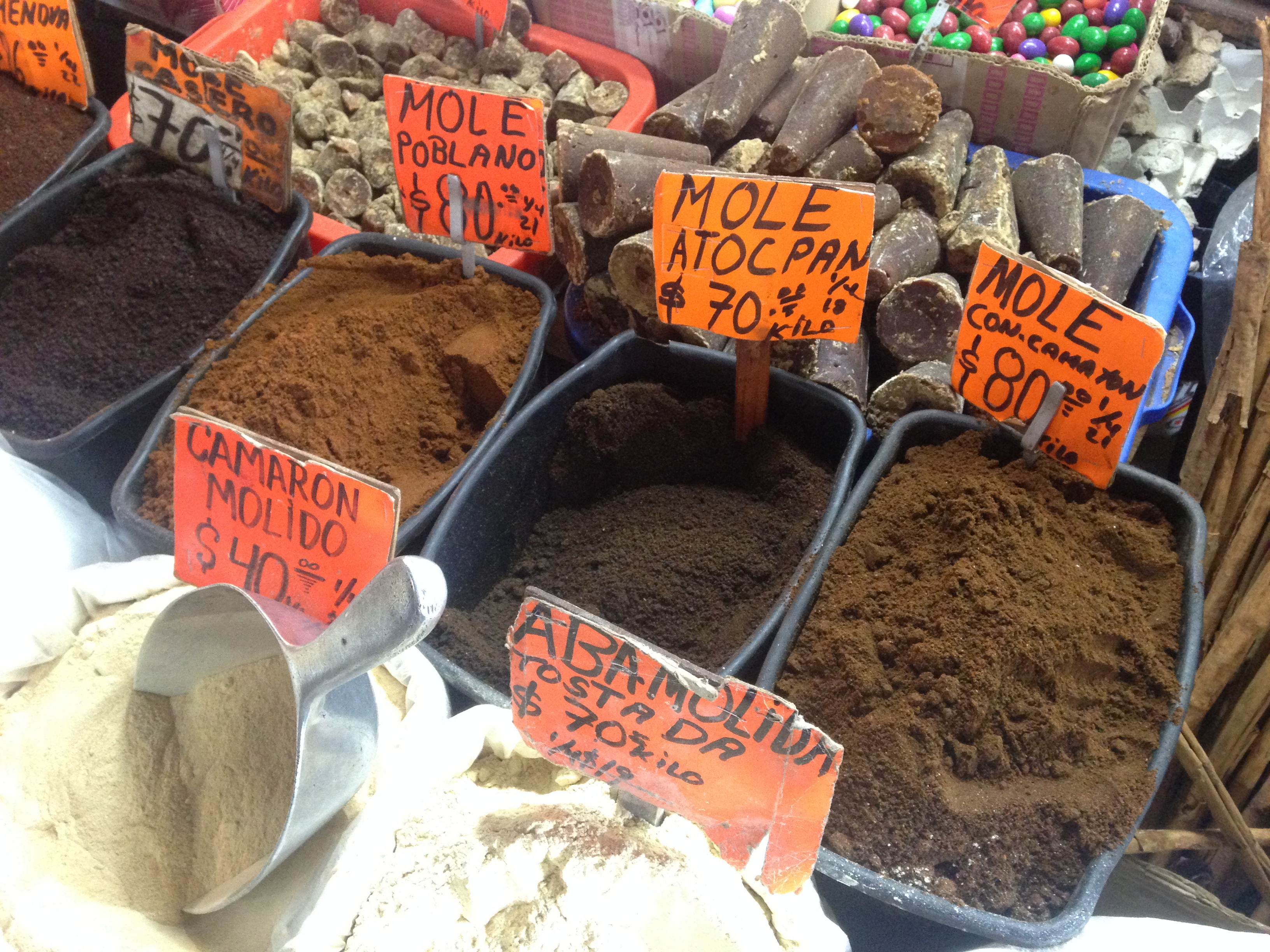
Bancarella con vasche di peperoncino ancho poblano